# Dziennik Patriotycznych Polityków
Dziennik Patriotycznych Polityków – patriotyczne czasopismo wydawane we Lwowie od jesieni 1792 do marca 1798.
Redakcją kierowali ksiądz greckokatolicki Michał Harasiewicz oraz historyk i ekonomista Wawrzyniec Surowiecki.
Pismo początkowo ukazywało się raz w tygodniu, później 2, a od 1794 6 razy w tygodniu, stając się pierwszą polską gazetą wydawaną codziennie.